# 31号俄勒冈州州道
31俄勒冈州州道（英語：Oregon Route 31）是美国俄勒冈州的一条州级公路，连接了俄勒冈州中部城市拉派恩与拉克夫由。